# 다치바나 가나
다치바나 가나(橘佳奈, 1985년 10월 20일)는 일본의 가수로 걸그룹 Dream의 전 리더이다.

## 활동
1999년에 Avex Dream 2000에 마츠무로 마이, 하세베 유랑 그랑프리를 수상한 후, Dream을 결성해 Moving On으로 데뷔한 후, 활발한 활동을 벌였으나 2001년 11월에 왼쪽 자연 기흉(自然気胸)으로 수술을 받는 바람에 Get Over 활동을 거의 못 했었다.
2002년 7월, 마츠무로 마이가 탈퇴한 후에 Dream 리더를 맡아왔으며 지금까지 뛰어난 가창력과 댄스 실력으로 호평을 받고 있다. 2008년 6월, 하세베 유가 탈퇴한 후에 원조멤버 3명 중 유일하게 Dream에 재적해 있었다. 2009년에는 오른쪽 자연 기흉 증상으로 잠시 활동을 중단했지만 금세 회복을 보였으며 꾸준히 활동해왔다. 2011년, Hands Up 콘서트를 끝으로 탈퇴한다.